# Preludio y fuga en do menor, BWV 546

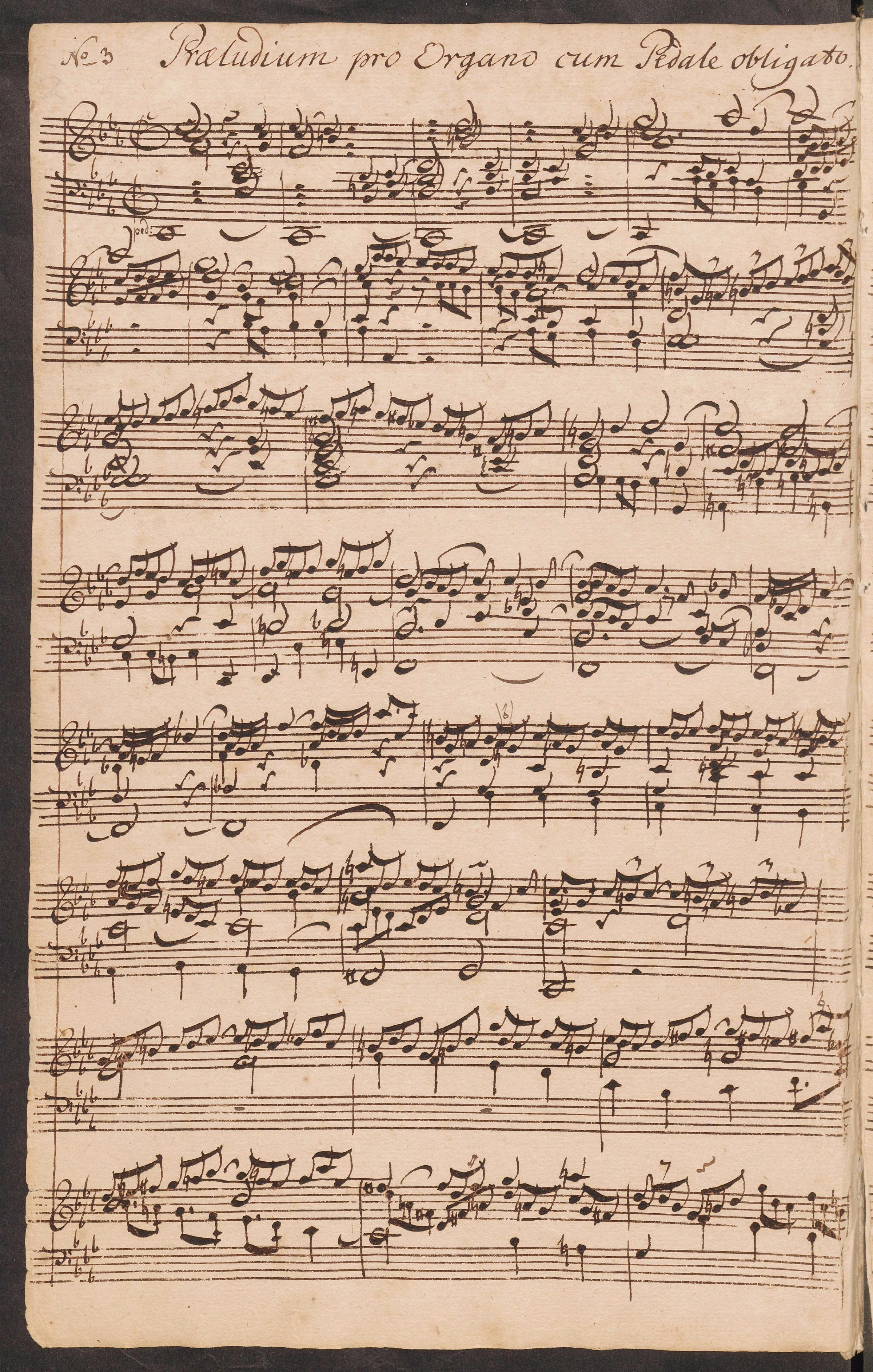
El comienzo del Preludio BWV 546, manuscrito de Johann Peter Kellner.

El Preludio y Fuga en do menor, BWV 546, es una pieza de música para órgano escrita por Johann Sebastian Bach, cuyo preludio data de su época en Leipzig (1723-1750) y la fuga de su época en Weimar (1708-1717). Como la mayoría de sus otros preludios y fugas para órgano, no se conserva ninguna partitura autógrafa, siendo la partitura más antigua conocida la copiada por Johann Peter Kellner, un conocido del compositor. La obra fue interpretada como postludio en el funeral de Diana, princesa de Gales, en el funeral del príncipe Felipe, duque de Edimburgo y en el entierro de la reina Isabel II del Reino Unido a cargo de los organistas Martin Neary y Luke Bond, respectivamente.

## Preludio
Se cree que el preludio es el movimiento que presenta mayor madurez, debido a las similitudes estructurales entre este movimiento y los preludios de órgano BWV 548 y BWV 544, los cuales muestran una construcción abigarrada e intrincada en forma de ritornelo-concierto. Gran parte del tema inicial de esta obra se arregló sutilmente y se transpuso a sol menor para el coro de inicio de la cantata Wer sich selbst erhöhet, der soll erniedriget werden, BWV 47, que se interpretó el 13 de octubre de 1726 en Leipzig. Después del majestuoso diálogo inicial, la obra se ve pronto inundada por una serie de tresillos que se entrelazan con un segundo tema, repitiéndose el original sólo en fragmentos hasta su final.

## Fuga

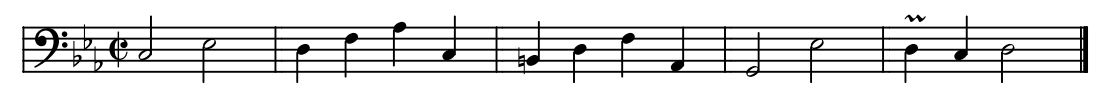
El tema de la fuga

Parece ser que la fuga en alla breve se escribió durante la época que Bach pasó en Weimar y se le añadió el preludio luego, durante su estancia en Leipzig. Hay quien piensa que el movimiento pudo haber sido compuesto parcial o totalmente por Kellner.